# Luís Meneses
Luís Menezes (Quaraí, 20 de maio de 1922 — 12 de outubro de 2005) foi um folclorista, compositor, radialista e cantor brasileiro. É autor de vários clássicos regionalistas gaúchos. Apresentou o Grande Rodeio Coringa junto com Darcy Fagundes.

## Biografia
Era filho de Franklin Meneses e Carlota Carvalho de Meneses.
Iniciou sua carreira no rádio em 1952. Convidado pelo poeta gauchesco Lauro Rodrigues, para fazer parte do programa Campereadas na Rádio Gaúcha. Ali passou a produzir e apresentar inúmeros programas, onde cantava, fazia músicas e se acompanhava ao violão. E muitas vezes escrevia e participava de peças de rádio-teatro. Em 1954 fez sua festejada canção "Piazito Carreteiro", que trazia uma nova maneira para interpretar a música regional gauchesca.
Exerceu suas atividades na Rádio Gaúcha, Rádio Farroupilha e Rádio Difusora. Também apresentou programas de televisão na TV Piratini e TV Bandeirantes.

## Livros

### Poesias
- Tropa Amarga Porto Alegre. Martins Livreiro,, 1968
- Além do Horizonte Porto Alegre. Martins Livreiro,, 1986
- Chão Batido Porto Alegre. Martins Livreiro,, 1995
- 50 anos da Poesia- Antologia poética. Porto Alegre. Martins Livreiro, 2005.

## Prêmios e indicações

### Prêmio Açorianos
| Ano  | Categoria                     | Indicação    | Resultado |
| ---- | ----------------------------- | ------------ | --------- |
| 2022 | Compositor de Música Regional | Luís Meneses | Indicado  |

- Medalha Negrinho do Pastoreio, do Governo do Estado do Rio Grande do Sul [3][4]
- Prêmio tradicionalista Glaucus Saraiva, 1997, da prefeitura de Porto Alegre [3][4]